# Димитър Попов (учител)
Вижте пояснителната страница за други личности с името Димитър Попов.
Димитър (Мито) Дионисиев (Попдионисиев) Попов (Попянчев) е български просветен деец, учител от Македония.

## Биография
Роден е в Струга в 1890 година в семейството на отец Дионисий Попянчев и Елена Апостолова Каневчева. В 1914 година завършва физика в Софийския университет.
Участва в Първата световна война като запасен подпоручик в управлението на военни пощи и телеграфи. След войната е деец на Временното представителство на бившата ВМОРО.
В 1920 година става учител в Пловдивската мъжка гимназия, а от 1921 до 1936 година е преподавател по физика в Учителския институт. Активен синдикален деец, от 1931 година член на БКП. Преместен е в Шумен, където преподава от 1937 до 1939 година. От 1939 до 1940 година работи в Пловдив, а от 1941 до 1942 година преподава във ІІ мъжка гимназия в София. Уволнен е по Закона за защита на държавата.
След Деветосептемврийския преврат в 1944 година е началник на отдел „Инспекторат“ (1944 – 1945) в Министерството на народната просвета. Автор е на учебници по физика. Носител на званието „народен учител“ от 1969 година.